# Oldřich Peloušek
Oldřich Peloušek (9. ledna 1905 Kerharticích u Ústí nad Orlicí  – 5. prosince 1969) byl český nástrojař, manažer a zlepšovatel.

## Život
Narodil se v Kerharticích u Ústí nad Orlicí v železničářské rodině. V Třebíči se vyučil strojním zámečníkem. Od roku 1928 pracoval u Československých státních drah (ČSD) jako vozový zámečník v železničních dílnách na Dolním nádraží v Brně. V roce 1937 přešel do výtopny v Horních Heršpicích. Po roce 1945 se stal vedoucím nástrojárny a v roce 1950 se stal přednostou strojního oddělení materiálové ústředny v Brně. Už jako zaměstnanec materiálové ústředny ČSD v Brně přišel se zlepšovacím návrhem pneumatického utahováku. Působil ve Výzkumném ústavu tvářecích strojů při Šmeralových závodech, v Královopolské strojírně a v kovodělném lidovém družstvu Drukov Brno, kde byl uváděn jako zámečník i ředitel. Jako nositel Řádu práce se veřejně vyjadřoval v médiích.

## Dílo
Zlepšovací návrh na pneumatický utahovák šroubů a matic PU-30 byl zkonstruován s úmyslem ulehčit práci při montáži kolejového svršku. Vedení ČSD o tento utahovák nemělo zájem a problém řešilo benzínovým utahovákem, takzvanou „mupkou", který byl autonomní a nepotřeboval zdroj stlačeného vzduchu. Peloušek se obrátil na ministra průmyslu Augustina Klimenta, který zorganizoval celostátní aktiv, kam přijeli zástupci ministerstev a velkých podniků. Přítomné se povedlo přesvědčit o výhodách Pelouškova řešení a jeho novinky se pak začala užívat nejen při montáži, ale především při demontáži zarezlých spojů. Zarezlé šrouby a matice, které pracovníci dosud demontovali destruktivně, tedy sekáním nebo upalováním hořákem, bylo možno použitím Pelouškova řešení pohodlně uvolnit. Přístroj PU-30 prováděl celkem pět operací. Mimo utahování a povolování šroubových spojů také řezání závitů a zaválcování trubek.
Pneumatický utahovák používali pracovníci Elektrotechnických závodů Julia Fučíka v Brně.
Pneumatický utahovák někdy označovala odborná literatura jako impulzní utahovák. Výrobcem utahováku PU-30 byl národní podnik Nářadí Praha, provoz Lázně Bělohrad. Peloušek a ing. Janíčko podali zlepšovací návrh na elektrický utahovák šroubů, který pracoval s napětím 24 Voltů a výkonem1 500 Wattů.
Oldřich Peloušek byl spoluautorem několika patentů:
- CH368382A, GB901256A Zařízení pro obrábění nebo zpracování materiálu, Přihláška (č. 1145) podána v Československu Šmeralovými závody, národní podnik dne 4. března 1958 (spolu s Františkem a Miloslavem Žákovými) [25]
- CH375584A Generátor mechanických impulsů. Přihláška podána Šmeralovými závody, národní podnik v Československu dne 25. února 1958 (spolu s Františkem a Miroslavem Žákem) [26]
- Zařízení na broušení strojních součástí s vibračním pohybem brusného kotouče (spolu s Miroslavem Keberlem).[1]
- Patent na hydraulický lis (spolu s Františkem Jelínkem a Bedřichem Bulhartem).
- Válcovací stolice na válcování kovů (spolu s Emanuelem Šlemrem, Miloslavem Žákem a Františkem Žákem).

## Pocty
V seznamu nositelů Řádu práce, který byl udělován v době nesvobody, je Peloušek uveden na 127. místě s datem propůjčení 30. duben 1952 (samotný řád práce byl zřízen 3. dubna 1951).
O smrti Oldřicha Pelouška informoval celostátní stranický tisk.

## Hrob
Ústřední hřbitov města Brna, Vídeňská 96, skup. 25e, hrob č. 16 Hroby č.13 - č. 24 byly v období normalizace označovány jako čestné pohřebiště.

## Metonymická apelativizace
Příjmení Peloušek prošlo zobecněním, tedy přenesení vlastního jména na obecné označení věci. Nazývá se tak hovorově pneumatický rázový utahovák používaný v dolech při utahování třmenů obloukové důlní výztuže, při výměně (přezouvání) kol automobilů nebo na montážních linkách.